# The Toro Company
The Toro Company este o companie americană care activează în producția de echipamente de întreținere a gazonului și a sistemului de irigație.
Compania are vânzări anuale de aproape 1,7 miliarde de dolari și este prezentă în 80 de state.
Compania intenționează să investească, în anul 2011, aproximativ 20 de milioane de euro în construcția unei fabrici în parcul industrial Ploiești West Park, România.